# 高雄市廢止與缺號鄉道列表
高雄市廢止與缺號鄉道列表列出原高雄縣境內目前缺號的鄉道主線編號與過去曾被編為鄉道的路線之詳細歷史資料及現況。

## 缺號鄉道路線

### 未確認正式編成
- 高134線（原嘉高133線）：

- 起訖點：石硤內－三民（舊）、石硤內～那瑪夏（新）
- 詳細起點（舊）：今日那瑪夏區瑪雅里麻竹湖，嘉133線岔路上。
- 詳細終點（舊）：今日那瑪夏區瑪雅里三民。
- 詳細起點（新）：今日那瑪夏區達卡努瓦里青山，嘉129-1線岔路上。
- 詳細終點（新）：今日那瑪夏區達卡努瓦里那瑪夏，台29線岔路上。
- 里程：0.700k（1983年 高雄縣內里程），12.034k（2014年）
- 歷史沿革：

1. 1983年：嘉高133線起訖點石硤內～三民，高雄縣境內里程僅700公尺。
2. 2014年：編號移至青山產業道路，起訖點名稱更改為石硤內～那瑪夏，里程增加為12.034k，實際起點地名為青山。

- 現況：路線尚存，舊線今日已經廢棄為一般產業道路，新線可確定為今青山產業道路，惟路線已於莫拉克風災中部分損毀不通（馬卡龍平台）。

### 預留空號
本段落所載之路線資訊係記錄過去曾使用該編號之路線。
- 高1線：

- 起訖點：白沙崙～崎漏
- 詳細起點：今茄萣區萬福、白雲里交界之中正路二段、白砂路路口，台17甲線岔路上。
- 詳細終點：今茄萣區崎漏里，濱海路一段、崎漏一街路口，台17線岔路上。
- 里程：4.572k（1961年）、4.505K（1976年）
- 歷史沿革：

1. 1961年：高1線起訖點白沙崙～崎漏，路線僅至現今之崎正橋。
2. 年代不詳：增編高1-1線，
3. 1983年：本路線及支線編號改為高3線。高1線及高1-1線成為空號。

- 現況：路線尚存，為今高3線。另興達港內曾有一終點石碑，疑為本線終點石碑，但無法確認，目前已經消失。

- 高(市)33線：

- 起訖點：九甲圍～右昌
- 詳細起點：今日橋頭區甲南里、甲北里九甲圍，高34線岔路上。
- 詳細終點：今日楠梓區興昌里、裕昌里、建昌里右昌，台17線舊線岔路上。
- 里程：3.216k（1976年，原高市47線全線里程），0.917K（2010年高雄縣境內里程資料，當時已解編）
- 歷史沿革：

1. 1961年：高33線起訖點嘉興～後红,里程2.881K。
2. 1983年：原高市47線改編為高市33線，原嘉興－後紅線撤除編號。
3. 年代未詳（可能為2010年？）：解編後留下空號。

- 現況：路線尚存，第一代為今日之岡山區新庄路及大仁北路（與現高28線嘉新東路共線），原高市33線為今甲昌路、藍昌路全線。

- 高48線：

- 起訖點：大社～鹽埕仔
- 詳細起點：今日大社區大社里大社，186線岔路上。
- 詳細終點：今日大社區中里里翠屏岩，高50線岔路上。
- 里程：2.421k（1976年），3.485k（2010年）
- 歷史沿革：

1. 1961年：高48線起訖點青埔～新 庄營房
2. 1976年：路線改線為大社～翠屏岩線，原線日後延長並改稱高市30-1線。
3. 1983年：路線延長至鹽埕仔，里程3.854公里
4. 2001年：186甲線編成，高48線實質已成為空號，但列表上仍存。
5. 2014年：高雄市內鄉道改制為區道，高48線正式廢止成為空號。

- 現況：路線尚存，為今186甲線及鹽埕巷前段（186甲線至高50線終點）。

- 高(市)49線：

- 起訖點：九甲圍～援中港
- 詳細起點：今日橋頭區甲南里、甲北里九甲圍，原高市33線岔路上。
- 詳細終點：今日楠梓區中和里援中港，台17線岔路上。
- 里程：2.3k（1961年）
- 歷史沿革：

1. 1961年：高市49線起訖點九甲圍～援中港
2. 1983年：原線解編（據傳改為高市33-1線，尚無文獻可證），高49、高市49成為空號。

- 現況：路線僅部份尚存，前段為今日之甲田路，中段遭重劃消失，部分改為國立高雄大學用地，後段為今日之大學二十一路。

- 高67線：

- 起訖點：埤頂～山仔頂
- 詳細起點：今日鳳山區東門、誠信里、誠正里埤頂，台25線岔路上。
- 詳細終點：今日大寮區復興里、山頂里山仔頂，高71線起點上。
- 里程：2.541k（1961年）
- 歷史沿革：

1. 1961年：高67線起訖點埤頂～山仔頂
2. 1976年：全線併入高市71線，高67線成為空號。

- 現況：路線尚存，為今高71線目前已解編之前段（目前為陸軍官校內之道路），前0.5公里於2009年編為高142線，目前已解編。

- 高73線：

- 起訖點：大寮～下寮
- 詳細起點：今日大寮區會社里，台25線舊線（鳳林三路）岔路上。
- 詳細終點：今日大寮區內坑里、會社里下大寮，高72線岔路上。
- 里程：2.272k（1961年）、1.900k（1976年）
- 歷史沿革：

1. 1961年：高73線起訖點大寮～拷潭。
2. 1976年：高73線訖點名稱改為大寮～下寮，實際地名仍為拷潭，終點改至今高72線上。
3. 1983年：全線解編，高73線成為空號。

- 現況：路線尚存，為今高雄市大寮區正氣路、內坑路。

- 高78線：

- 起訖點：鹽水港～二橋
- 詳細起點：今日小港區鳳宮鹽水港（廢庄），舊183線岔路上，現今位於中鋼礦砂場內。
- 詳細終點：今日小港區鳳宮里-二橋，初代高81線岔路上，現今位於唐榮鐵工廠高雄廠內。
- 里程：2.8k（1961年）
- 歷史沿革：

1. 1961年：高78線起訖點鹽水港～二橋。
2. 1976年：全線撤除編號，高78成為空號。

- 現況：路線及聚落皆已重劃消失，前者為改為中鋼礦砂場，後者改為為唐榮鋼鐵公司。

- 高80線：

- 起訖點：鹽水港～中林
- 詳細起點：今日小港區鳳宮鹽水港（廢庄），舊183線岔路上，現今位於中鋼礦砂場內。
- 詳細終點：今日小港區鳳宮里中林（廢庄），現今位於大林煉油廠內。
- 里程：2.8k（1961年）
- 歷史沿革：

1. 1961年：高80線起訖點鹽水港～中林。
2. 1976年：全線撤除編號，高80成為空號。

- 現況：路線及聚落皆已重劃消失，前者為改為中鋼礦砂場，後者位於現在大林煉油廠附近(中林路)。

- 高84線：

- 起訖點：潭頭～溪州
- 詳細起點：今日林園區潭頭里潭頭，高81線（原181線）岔路上。
- 詳細終點：今日林園區潭頭里、溪州里溪州，高85線岔路上。
- 里程：0.950k（1961年、1976年）
- 歷史沿革：

1. 1961年：高84線起訖點潭頭～溪州。
2. 1983年：延長至高屏溪堤防後改編高82線，高84成為空號。

- 現況：路線尚存，為今高82線。

- 高104線：

- 起訖點：大津～多納村
- 詳細起點：今日六龜區大津里大津，台27線岔路上。
- 詳細終點：今日茂林區多納里多納。
- 里程：15.800k（1976年）
- 歷史沿革：

1. 1961年：無此編碼。
2. 1976年：新編多納村聯絡道路為高104線，起訖點名稱為大津～多納村，里程15.800k。
3. 1983年：改編為高132線。里程15.210k，高104成為缺號。

- 現況：路線尚存，為今高132線。

- 高110線：

- 起訖點：大邱園～寶隆村
- 詳細起點：今日甲仙區大田里大邱園，台20線岔路上。
- 詳細終點：今日甲仙區寶隆里寶隆村，台29線岔路上。
- 里程：5.355k（1961年），2.798k（1976年）
- 歷史沿革：

1. 1961年：高110線起訖點甲仙～匏仔寮（當時之縣道179線為今日之高128線）。
2. 1976年：本線改為大邱園～寶隆村線。
3. 1983年：本線撤除編號。
4. 2009年：新編高110線為大林－新三角仔線（終點實際地名為圓潭），本編號實際上無意義。
5. 2014年：大林－新三角仔線撤除撤除編號，高110線正式成為空號

- 現況：路線尚存，初代、二代路線為今台29線，2009年路線：旗山區大林里大林街-無名道路-中正里和正街。

- 高116線：

- 起訖點：尾庄頭～大林
- 詳細起點：今日旗山區大林里尾庄頭。
- 詳細終點：今日旗山區大林里大林，台29線岔路上。
- 里程：1.800k（1976年）
- 歷史沿革：

1. 1961年：高116線起訖點莿仔寮～莿桐坑。
2. 1976年：路線改線為尾庄頭～大林線，里程為1.800k。原路線改編號為高115-1線，路線名及里程未變。
3. 1983年：本線改編為高119線。里程修改為1.822k，高116成為缺號。

- 現況：路線尚存，初代路線為今高113-1線，第二代路線為今高119線。

- 高118線：

- 起訖點：大埔～中隘
- 詳細起點：今日內門區永富里萊子坑，高117線岔路上。
- 詳細終點：今日旗山區中正里中隘，中興街37號後路口。
- 里程：1.453k（1961年），3.985k（1976年）
- 歷史沿革：

1. 1961年：高118線起訖點埔姜林～中隘，當時起點位於縣道179線。
2. 1976年：起訖點名稱更改為大埔～中隘，里程增加為3.985k。
3. 1983年：改編為高112線。里程縮短至2.953k，終點移至台29線上（初代起點）。

- 現況：路線尚存，為今高112線及旗山區中正里中興街。

- 高126線：

- 本編號至1982年皆未編成，1983年後可能有編成，但無法查證。目前根據推測為預留內門區內道路使用。

- 高137線：

- 本編號至1982年皆未編成，1983年後可能有編成，但無法查證。目前根據推測為預留內門區內道路使用。

- 高142線：

- 起訖點：鳳山～黃埔七村
- 詳細起點：今日鳳山區東門、誠信里、誠正里鳳山，台25線岔路上。
- 詳細終點：今日鳳山區誠智里、誠正里黃埔七村。
- 里程：0.507k（2009年）
- 歷史沿革：

1. 1961年～1976年：本路段先後編入高67、高市71線，原高市71線於1983年撤除前段編碼，本編號至2008年皆未出現。
2. 2009年：原高市71線鳳山－黃埔七村段編為高142線，里程0.507k。
3. 2014年：高雄市內鄉道改制為區道，本線撤除編號，高142線成為空號

- 現況：路線尚存，為今鳳山區鳳東路。

- 高143線：

- 起訖點：旗尾～桐竹
- 詳細起點：今日旗山區東平里旗尾，台28線岔路上。
- 詳細終點：今日旗山區東平里桐竹，竹寮巷內。
- 里程：2.8k（1961年），3.1k（1976年）
- 歷史沿革：

1. 2001年：原高113線未編成後段編列為高143線，起訖點旗尾～桐竹。
2. 2014年：原線改稱高147線，惟實際插牌編號為高113-2線，高143成為空號。

- 現況：路線尚存，為今高147線（高113-2線）。

- 高144線：

- 起訖點：西德～崇德
- 詳細起點：今日田寮區西德里西德，台28線岔路上。
- 詳細終點：今日田寮區崇德里崇德，台28線岔路上。
- 里程：1.450k（2009年）
- 歷史沿革：

1. 1961年～2003年：無此編號，本線編為縣道184線。
2. 2004年：縣道184線升格為台28線，本路段截彎取直後編為高141線。
3. 2009年：改編為高144線。
4. 2014年：撤除編號，高144線成為空號。

- 現況：路線尚存，為今田寮區西德里西德路、崇德里崇德路。